# آبل ۲۶۶۷
آبل ۲۶۶۷ (انگلیسی: Abell 2667) یک خوشه کهکشانی است که به عنوان یکی از درخشان‌ترین خوشه‌های کهکشانی در باند موج‌های پرتو ایکس محسوب می‌شود و با سرخ‌گرایی حدود ۰/۲ شناخته می‌شود. این خوشه همچنین یک همگرایی گرانشی کاملاً شناخته شده‌است. در ۲ مارس سال ۲۰۰۷ میلادی گروهی از اخترشناسان گزارش دادند که در آبل ۲۶۶۷ کهکشان دنباله‌دار کشف کرده‌اند. این کهکشان توسط میدان گرانشی و محیط تهاجمی خوشه در حال گسست و جدا شدن است. کشف چنین پدیده‌ای، سلسله دگرگونی‌های ناشناخته‌ای را روشن می‌کند که بر مبنای آن، مشخص می‌شود که چگونه کهکشان‌های مارپیچی‌شکل و غنی از گاز ممکن است طی میلیاردها سال به کهکشان‌های نامنظم یا بیضی‌شکل و فاقد گاز تبدیل شوند.